# Behringer (Maschinenbau)
Die Behringer-Gruppe ist ein deutscher, inhabergeführter Maschinen- und Anlagenbauer mit Sitz in Kirchardt. Schwerpunkt ist die Herstellung von Metallbandsägen, Kreissägen sowie Maschinen und Anlagen für die Metallbearbeitung.

## Struktur
Die Behringer-Gruppe hat weltweit rund 540 Mitarbeiter verteilt auf den Hauptsitz in Kirchardt, die Produktionsstandorte in Weilheim an der Teck und Dijon, sowie den Niederlassungen in USA, Frankreich, China und England. Unterstützt wird die Unternehmensgruppe durch ein internationales Netzwerk an Vertretungen und Servicepartnern in mehr als 50 Ländern.
Geführt wird die Unternehmensgruppe von der Behringer GmbH in Kirchardt. Am Hauptsitz werden Bandsägen und Transportanlagen gefertigt und in der hauseigenen Gießerei Eisengussteile aus Grauguss und Sphäroguss für die eigene Produktion und Kunden aus dem Maschinenbau produziert. Das Tochterunternehmen Behringer Eisele in Weilheim an der Teck stellt Kreissägemaschinen her. Im französischen Dijon ist Vernet Behringer auf die Entwicklung und Herstellung von Maschinen zur Blech- und Profilbearbeitung ausgerichtet.
- Behringer GmbH, Kirchardt, Deutschland: Produktion von Metallbandsägen, Transportanlagen, Messsysteme, Gussteile
- Behringer Eisele GmbH, Weilheim an der Teck, Deutschland: Produktion von Metallkreissägen
- Vernet Behringer, Dijon, Frankreich: Produktion von Werkzeugmaschinen zum Bohren, Fräsen, Markieren, Stanzen, Ausklinken und Brennschneiden von Blechen, Profilen und Winkeln

## Geschichte
Das Unternehmen wurde 1919 von August Behringer in Kirchardt als Schlosserei mit mechanischer Werkstatt gegründet, später wurde der Betrieb um die Reparatur von Motorrädern und landwirtschaftlichen Maschinen erweitert. Nach dem Zweiten Weltkrieg, im Jahr 1945, stellte man auf die Entwicklung und Herstellung von Bügelsägemaschinen um. Das dafür notwendige Gusseisen wurde ab 1952 in der eigenen Eisengießerei selbst hergestellt. Mit der Entwicklung der ersten Bandsägemaschinen in den 70er Jahren spezialisierte sich Behringer auf säulengeführte Konstruktionen. 1993 wurde als erste Niederlassung die Behringer Saws Inc. in den USA gegründet. 1995 erwarb die Behringer GmbH Unternehmensanteile von Vernet, einem französischen Hersteller von Blech- und Profilbearbeitungsmaschinen, und erweiterte so ihr Portfolio um Bohranlagen und Produktionslinien für den Stahlbau. 2000 erfolgte die Übernahme und Eingliederung des schwäbischen Kreissägenherstellers Eisele aus Köngen. 2003 wurde ein Vertriebsbüro in China eröffnet, 2013 folgte die Gründung der Tochtergesellschaft in England. Im Jahr 2020 erwarb Behringer 100 Prozent der Anteile von Vernet Behringer und integrierte das Unternehmen vollständig in die Unternehmensgruppe.

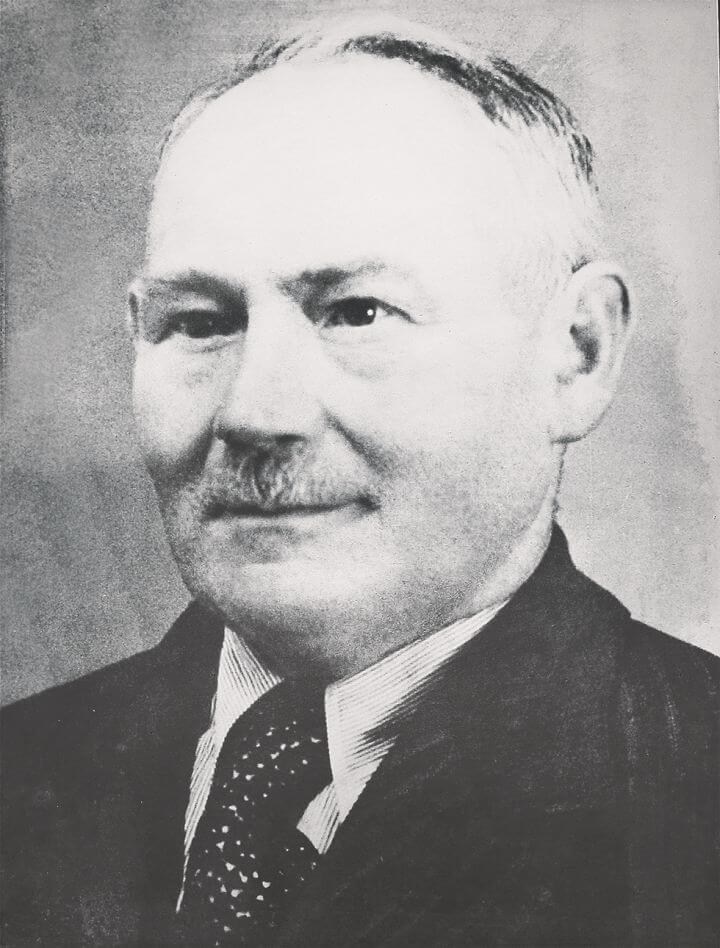
Firmengründer August Behringer
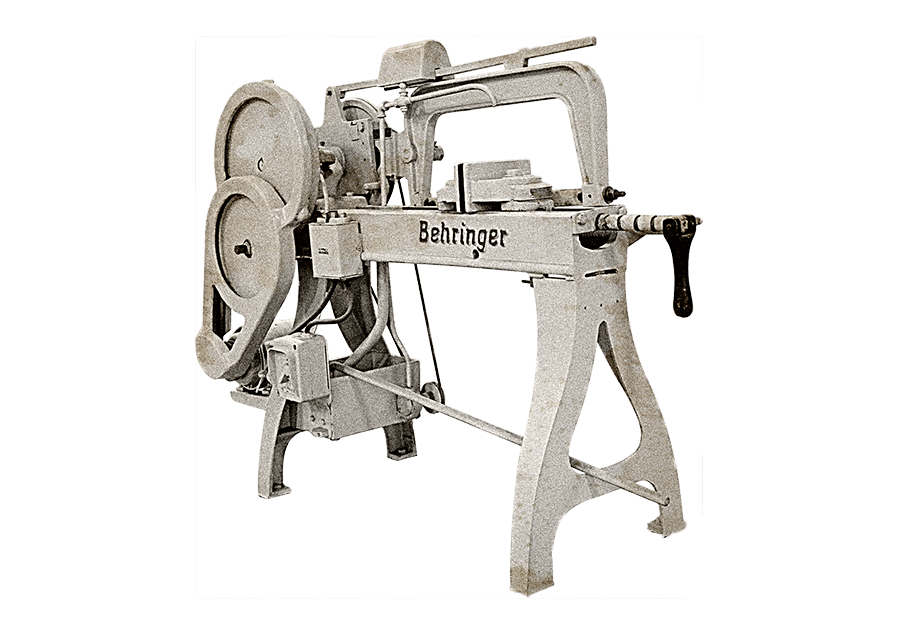
Bügelsäge von Behringer (ca. 1945)
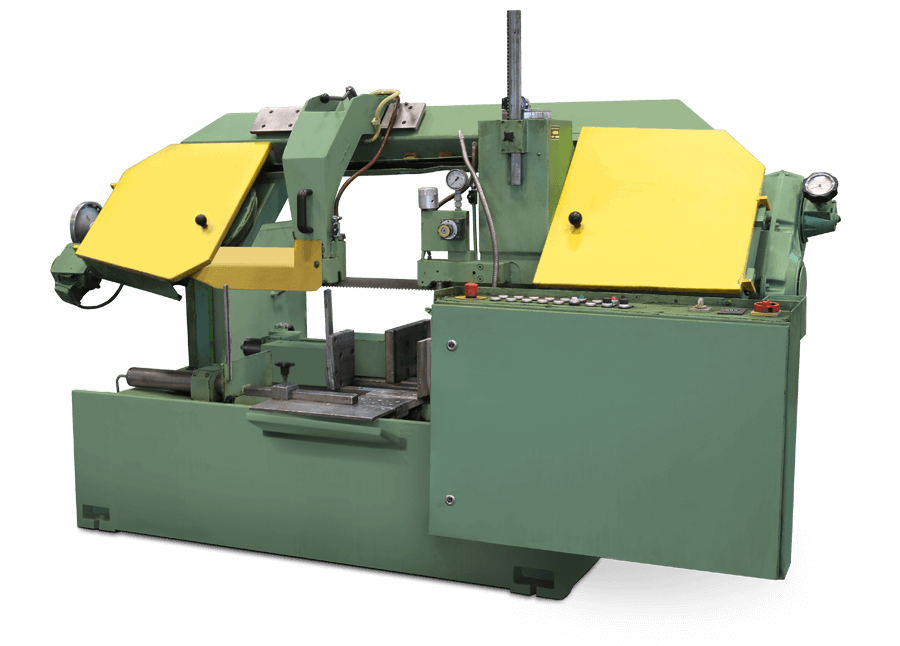
Erste säulengeführte Behringer Bandsäge HBP320A (ca. 1977)
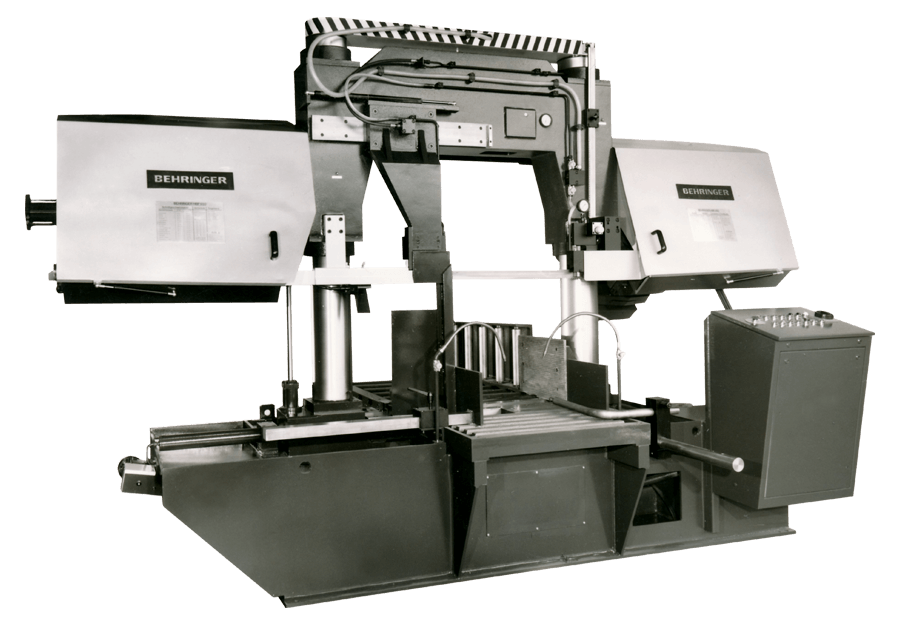
Parallel geführte Zwei-Säulen-Bandsäge Behringer HBP500A (ca. 1981)
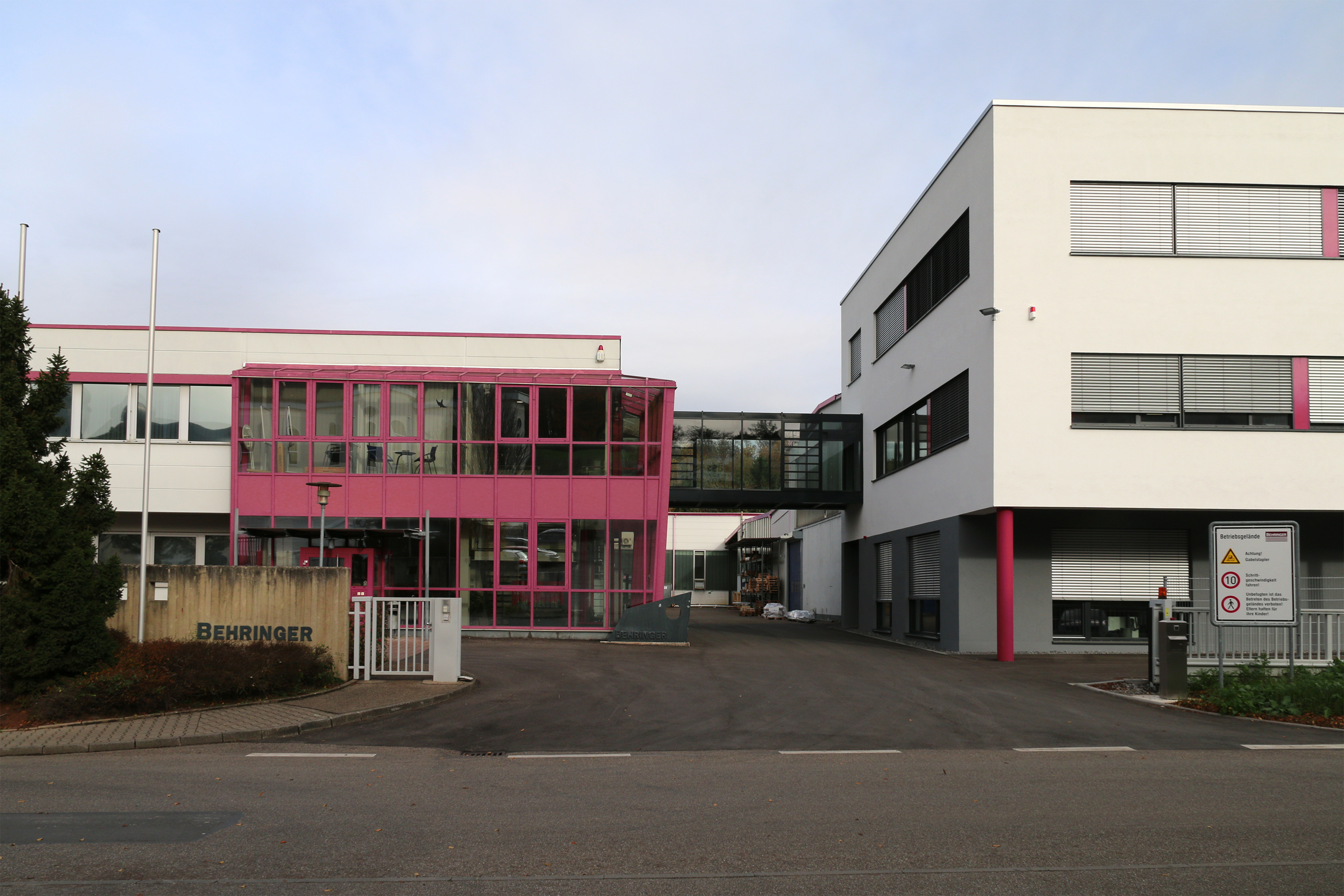
Das Betriebsgebäude in Kirchardt (2020)

2021 wurde am Standort Kirchardt die neue Eisengießerei fertiggestellt.
Seit der Gründung im Jahr 1919 ist das Unternehmen durchgehend zu 100 % in Familienbesitz. August Behringer gründete und leitete das Unternehmen von 1919 bis 1963, es folgten seine Söhne Willi Behringer (1963–1988) und Herbert Behringer (1963–2000). Heute wird das Unternehmen in dritter Generation von Rolf Behringer (seit 1988) und Christian Behringer (seit 2000) geführt.